# تسونج لي
تسونج داو لي (بالإنجليزية: Tsung-Dao Lee) هو عالم فيزيائي أمريكي من أصل صيني حائز على جائزة نوبل للفيزياء عام 1957 بالاشتراك مع تشين يانج وذلك عن بحوثهما واكتشاف عدم انحفاظ التجانس بفعل القوة الضعيفة.
ولد تسونج لي في 24 نوفمبر 1926، وعمل في مجالات عدم انحفاظ المجانسة (بالإنجليزية: parity violation) والجسيمات الأولية وأيون الأيونات الثقيلة ذات السرعات المقاربة لسرعة الضوء، وله بحوث في تفسير خواص النجوم.

## روابط خارجية
- تسونج لي على موقع الموسوعة البريطانية (الإنجليزية)
- تسونج لي على موقع مونزينجر (الألمانية)
- تسونج لي على موقع إن إن دي بي (الإنجليزية)